# Postoloprty
Postoloprty (en allemand : Postelberg) est une ville du district de Louny, dans la région d'Ústí nad Labem, en Tchéquie. Sa population s'élevait à 4 705 habitants en 2021.

## Géographie
Postoloprty se trouve sur la rive gauche de l'Ohre, un affluent de l'Elbe, à 8 km à l'ouest de Louny, à 42 km au sud-ouest d'Ústí nad Labem et à 62 km au nord-ouest de Prague.
La commune est limitée par Výškov et Břvany au nord, par Lenešice et Louny à l'est, par Jimlín et Lipno au sud, et par Zálužice, Staňkovice, Lišany et Bitozeves à l'ouest.

## Histoire
La première mention écrite de la localité date de 1125.

## Patrimoine
Château de Postoloprty

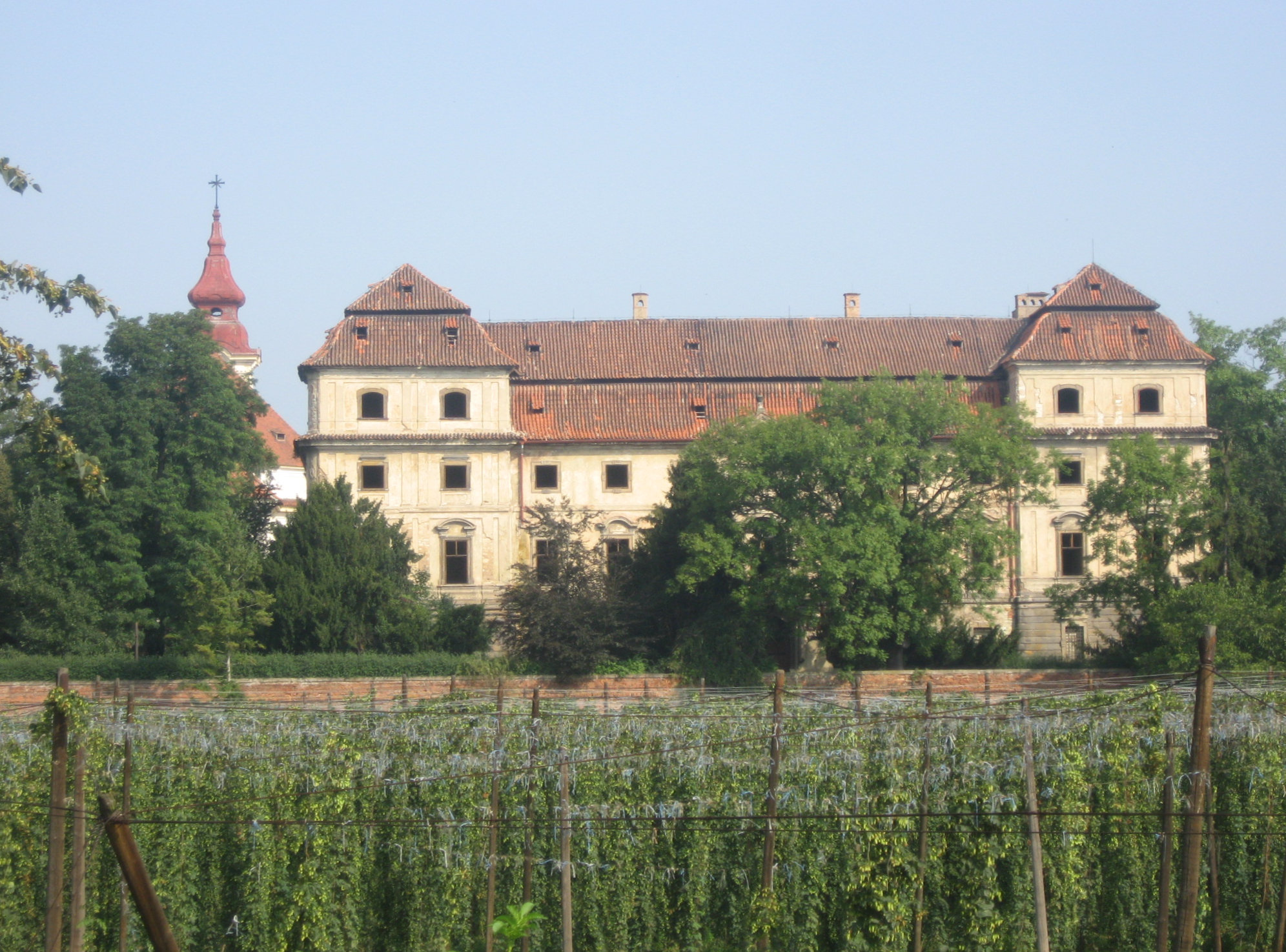
Façade du château.
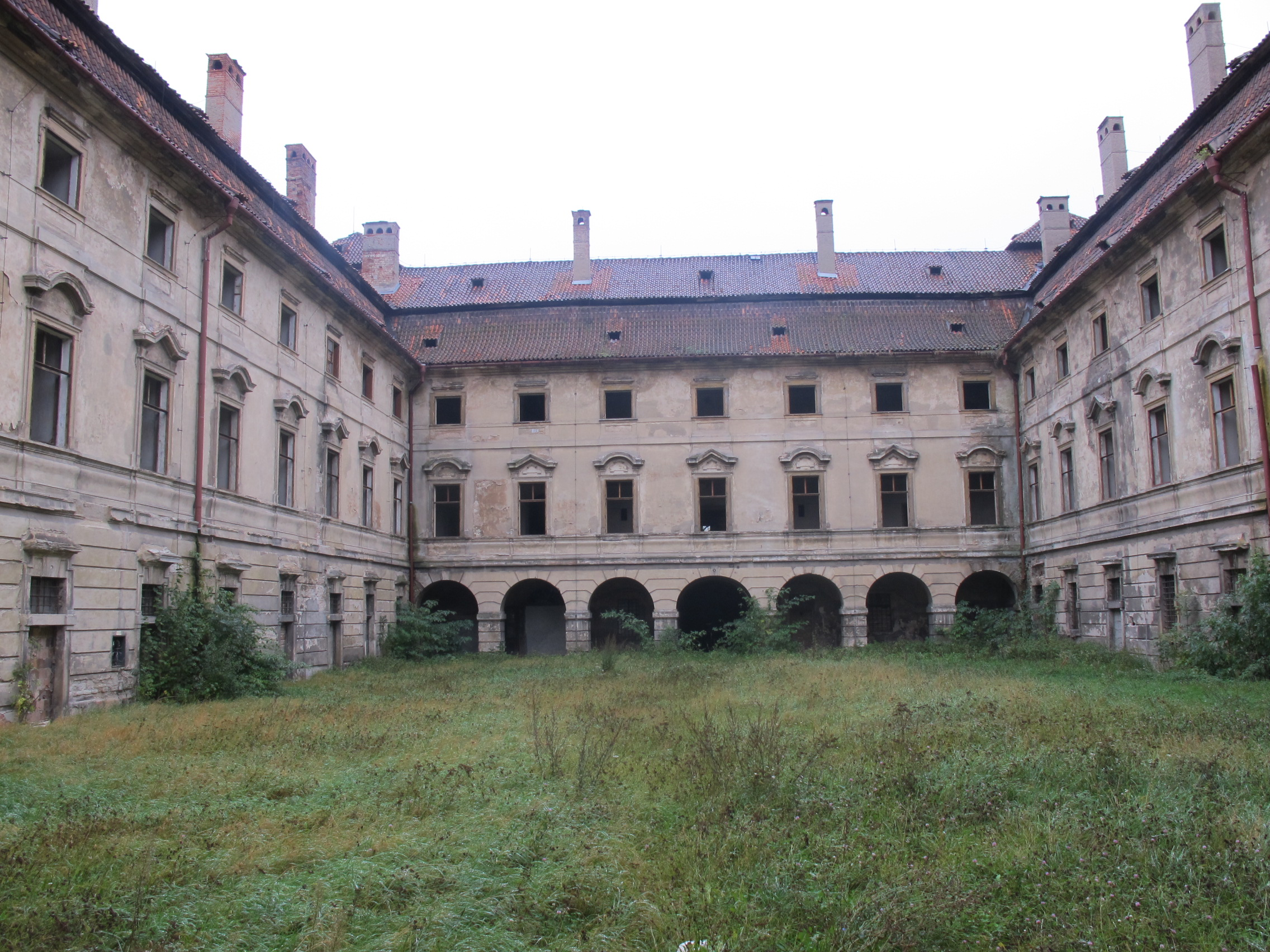
Cour intérieure.

## Transports
Par la route, Postoloprty se trouve à 8 km de Louny, à 59 km d'Ústí nad Labem  et à 75 km de Prague.